# Миргородский, Сергей Николаевич
Сергей Николаевич Миргородский (укр. Сергій Миколайович Миргородський; род. 4 июня 1935, Днепродзержинск) — советский и украинский архитектор.

## Биография
Родился в семье Николая Миргородского, в дальнейшем крупного промышленного деятеля Украинской ССР. Братья — медик Валерий Миргородский и актёр Дмитрий Миргородский.
Окончил Московский архитектурный институт (1959). Вернувшись в Киев, работал в Зональном НИИ типового и экспериментального проектирования жилых и общественных зданий, в 1966—1976 гг. его директор. В 1977—1987 гг. возглавлял Главное архитектурно-планировочное управление Киевского городского совета народных депутатов. С 1988 г. руководил архитектурной мастерской «Проектые системы ЛТД».
В области архитектуры общественных зданий главное достижение Сергея Миргородского — новое здание Харьковского театра оперы и балета имени Н. В. Лысенко. Работа над проектом, которую возглавлял в КиевЗНИИЭП Миргородский, шла с 1967 года, первоначально проект предназначался для строительства в Киеве; стройка в Харькове началась в 1970 году, несколько раз консервировалась и была завершена только в 1991 году. За это время по проекту Миргородского была построена серия гостиниц «Интурист» в Киеве, Харькове, Одессе и Черновцах.
В области монументального искусства творческие коллективы во главе с Миргородским выиграли ряд конкурсов, по итогам которых по их проектам были построены памятник Героям революции 1905 года в Горловке (1980), памятник в честь «Слова о полку Игореве» в Путивле (1982), памятник героической обороне Аджимушкая в Керчи (1982), памятник Героям феодосийского десанта в Феодосии (1983).
Вместе с архитекторами Игорем Ивановым и Константином Сидоровым и скульптором Александром Скобликовым Миргородский стал также автором проекта Арки дружбы народов, открытие которой было приурочено в 1982 году к 1500-летию Киева. В апреле 2022 года скульптура рабочих под аркой была демонтирована в связи с вооружённым вторжением России на Украину, и Сергей Миргородский выступил в поддержку этого демонтажа, заявив: «Дружба с Россией окончена. Поэтому этот памятник, как дружба великих народов когда-то, превращается во вражду Украины и России. А иметь памятник вражды — это грех». 14 мая арка была названа в честь Свободы украинского народа.
Сын — архитектор Андрей Миргородский.